# Estación Mazán
Estación Mazán es una localidad del departamento Arauco, en el norte de la provincia de La Rioja, Argentina.
El acceso se realiza por la ruta nacional N.º 60, cuya traza pasa inmediatamente al sur de la localidad. Cuenta con una escuela de nivel inicial de carácter rural, un centro de capacitación laboral y un centro de atención primaria en salud.

## Historia
Esta localidad se creó a partir del tendido del Ferrocarril Central Norte Argentino, luego Ferrocarril Nacional General Belgrano y la construcción de la correspondiente estación ferroviaria y se constituyó con familias cuyos miembros eran empleados ferroviarios.
Hacia 1880 era una de las localidades más importantes del departamento, en parte debido a que era el nodo en el que se unían el Ramal A4 y Ramal A5. Prueba de esta prosperidad es el hecho de que allí residía el médico rural de la zona y que la localidad llegó a contar con un club deportivo.
Su población decayó debido a la cancelación de los servicios ferroviarios y el posterior levantamiento de las vías férreas, en el año 1980. Una parte de la población de la zona se estableció en Villa Mazán, a unos 7 km hacia el oeste, debido a las mejores expectativas agrícolas que les ofrecían las adyacencias al Río Colorado o Salado.

## Población
Cuenta con 407 habitantes (Indec, 2010), lo que representa una disminución del 6,8% frente a los 437 habitantes (Indec, 2001) del censo anterior.
| Gráfica de evolución demográfica de Estación Mazán entre 1991 y 2010 |
|                                                                      |
| Fuente: Censos nacionales del INDEC                                  |

## Sismicidad
La sismicidad de la región de La Rioja es frecuente y de intensidad baja, y un silencio sísmico de terremotos medios a graves cada 30 años en áreas aleatorias.